# Bernard Benoliel
Pour les articles homonymes, voir Benoliel.
Bernard Benoliel, né le 14 mars 1965 en France, est un critique de cinéma français, directeur de l'action culturelle et éducative à la Cinémathèque française depuis 2004.

## Éléments biographiques
Bernard Benoliel commence sa carrière de critique de cinéma en janvier 1990, participant à La Revue du cinéma, qui devient Le Mensuel du cinéma en 1992, jusqu'à ce que la revue cesse de paraître en juin 1994. Il entre alors pour la première fois aux Cahiers du cinéma dirigés par Thierry Jousse, en mars 1995, mais n'écrit que trois textes pendant l'année dont un sur Henri Langlois. Il revient à la revue pour en devenir un collaborateur régulier de mars 1997 à novembre 2000, signant dès lors une centaine de textes sur Claude Chabrol, Darezhan Omirbaev, Takeshi Kitano, Agnès Varda, Chantal Akerman, ou Jean-Pierre et Luc Dardenne, comme sur les cinéastes classiques Billy Wilder, Michael Powell, Douglas Sirk, ou Nicholas Ray. Il publie un premier texte pour Trafic en 1999.
Courant 1998, le directeur de la Cinémathèque française Dominique Païni l'engage pour diriger la diffusion culturelle (le prêt des copies de films) de l'institution, devenue ensuite l'action culturelle et éducative. Entre 2001 et 2004, il est choisi par Janine Bazin, responsable du Festival du film de Belfort - Entrevues depuis 1986, pour prendre sa succession à la direction artistique du festival.
Parallèlement à ses activités à la Cinémathèque, Bernard Benoliel signe ses premiers ouvrages avec un livre sur L'Homme de la plaine (2004), une monographie de Clint Eastwood (2007), un essai sur Bruce Lee prenant la forme d'une analyse d'Opération Dragon (2010) et un livre sur Martin Scorsese Taxi Driver (2017). Il continue à publier des textes dans des revues, à Vertigo en 2013, et de façon plus régulière à Trafic dès 2012. 
En 2019, il publie Hitchcock, La Totale, avec Murielle Joudet, Gilles Esposito et Jean-François Rauger. 

## Filmographie

### Acteur
- 2014 : Cinéma, de notre temps : Nolot en verve de Estelle Fredet

### Bonus de films
- Dialogue avec Matthieu Macheret : Les Affameurs (Bend of the River) d'Anthony Mann
- Un crime dans la tête (The Manchurian Candidate) de John Frankenheimer
- Une vie difficile (Una vita difficile) de Dino Risi
- Dialogue avec Jean-Baptite Thoret : Au nom du peuple italien (In nome del popolo italiano) de Dino Risi

### Essais vidéo
- Hollywood ou le temps d'un retour (en arrière), avec Olivier Gonord (2018)